# Bertil von Wachenfeldt
 Bertil von Wachenfeldt (né le 4 mars 1909 à Ovansjö - mort le 30 septembre 1995 à Göteborg) est un ancien athlète suédois spécialiste du 400 mètres.

## Palmarès

### Championnats d'Europe d'athlétisme
- Championnats d'Europe d'athlétisme 1934 à Turin,  Italie
  -  Médaille de bronze sur 400 m
  -  Médaille de bronze du relais 4 × 400 m
- Championnats d'Europe d'athlétisme 1938 à Paris,  France
  -  Médaille de bronze du relais 4 × 400 m